# Propuesta de Antártida brasileña

Área que los impulsores de un futuro reclamo brasileño sobre la Antártida proponen como zona de interés de Brasil.

Antártida Brasileña (del portugués: Antártida Brasileira) es el nombre informal que aplican a un sector de la Antártida los partidarios de una futura reclamación de la República Federativa del Brasil sobre ese continente, basados en la teoría de la Defrontación creada por la geopolítica brasileña Therezinha de Castro y publicada en su libro Antártica: Teoria da Defrontação.

## Descripción
Diversas fuentes informales señalan al territorio antártico al sur del paralelo 60° S, y desde el meridiano 28° O al 53° O, como supuestamente designado por Brasil en 1986 como su zona de interés en la Antártida, sin embargo, no se hallan fuentes del gobierno brasileño que mencionen tal declaración. De declararse un interés brasileño en esa zona, colisionaría con las reclamaciones formales que sobre el área tienen la República Argentina y el Reino Unido, lo cual no le está permitido al ser signatario del Tratado Antártico.

## Historia

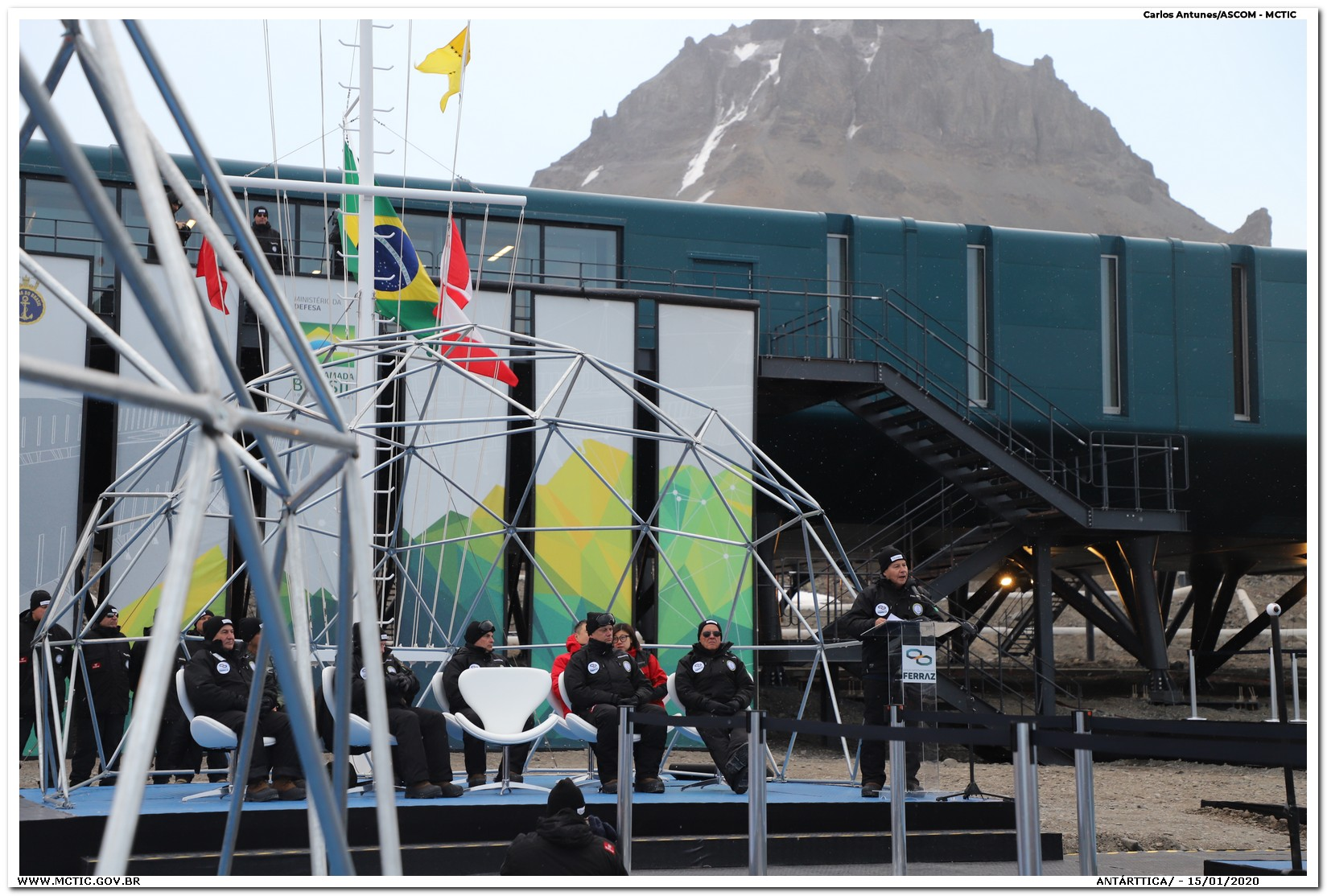
Inauguración de las nuevas instalaciones de Base Comandante Ferraz, 2020

Brasil, comparado con otros países, es generalmente es considerado nuevo en el escenario geopolítico antártico. En 1982 el Gobierno de Brasil lanzó su primera expedición al continente antártico, y un año después construyó su primera base (denominada Comandante Ferraz, en homenaje de su oficial naval fallecido en la Antártida), que ha estado activa todo el año desde entonces.

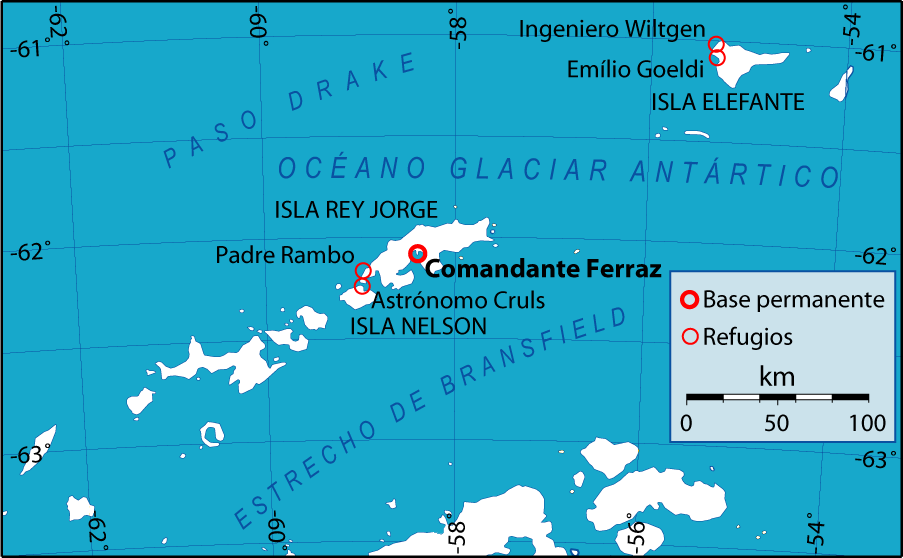
Base C. Ferraz en la isla Rey Jorge.

A pesar de ser una propuesta relativamente reciente, los escritores geopolíticos brasileños han tenido una influencia considerable en las políticas antárticas de la nación (especialmente durante el período de la dictadura militar bajo una serie de generales/presidentes no elegidos de 1964 a 1985), aunque no existe una conciencia nacional antártica brasileña similar a la de otros países.
En febrero de 1991, el presidente Fernando Collor de Mello reafirmó el interés del Brasil en la región visitando la base antártica brasileña, donde pasó tres días. Fue el primer presidente brasileño en pisar la Antártida.
En enero de 2008, 13 congresistas miembros del Comité Parlamentario de la Antártida Brasileña visitaron la base antártica brasileña. Otra visita de los congresistas tuvo lugar en enero de 2009.
El 16 de febrero de 2008, el presidente Luiz Inácio Lula da Silva y una delegación de veintitrés personas, entre ellas la primera dama Marisa Letícia, visitaron la base del país en la Antártida. El Gobierno brasileño definió el viaje presidencial como un "gesto político" de apoyo a la labor desplegada por los científicos y militares brasileños.
En 2009 Brasil realizó su primera expedición científica nacional a la capa de hielo de la Antártida. La expedición integró estudios atmosféricos, glaciológicos, geológicos y geofísicos a lo largo del área de Patriot Hills y también a lo largo del área del lago subglacial Ellsworth Una segunda expedición está programada para principios de noviembre de 2011, cuando los investigadores instalaron una estación de monitoreo (puesto avanzado) a 310 millas del Polo Sur Geográfico y a 1.600 millas de la Base Antártica Brasileña Comandante Ferraz (EACF).

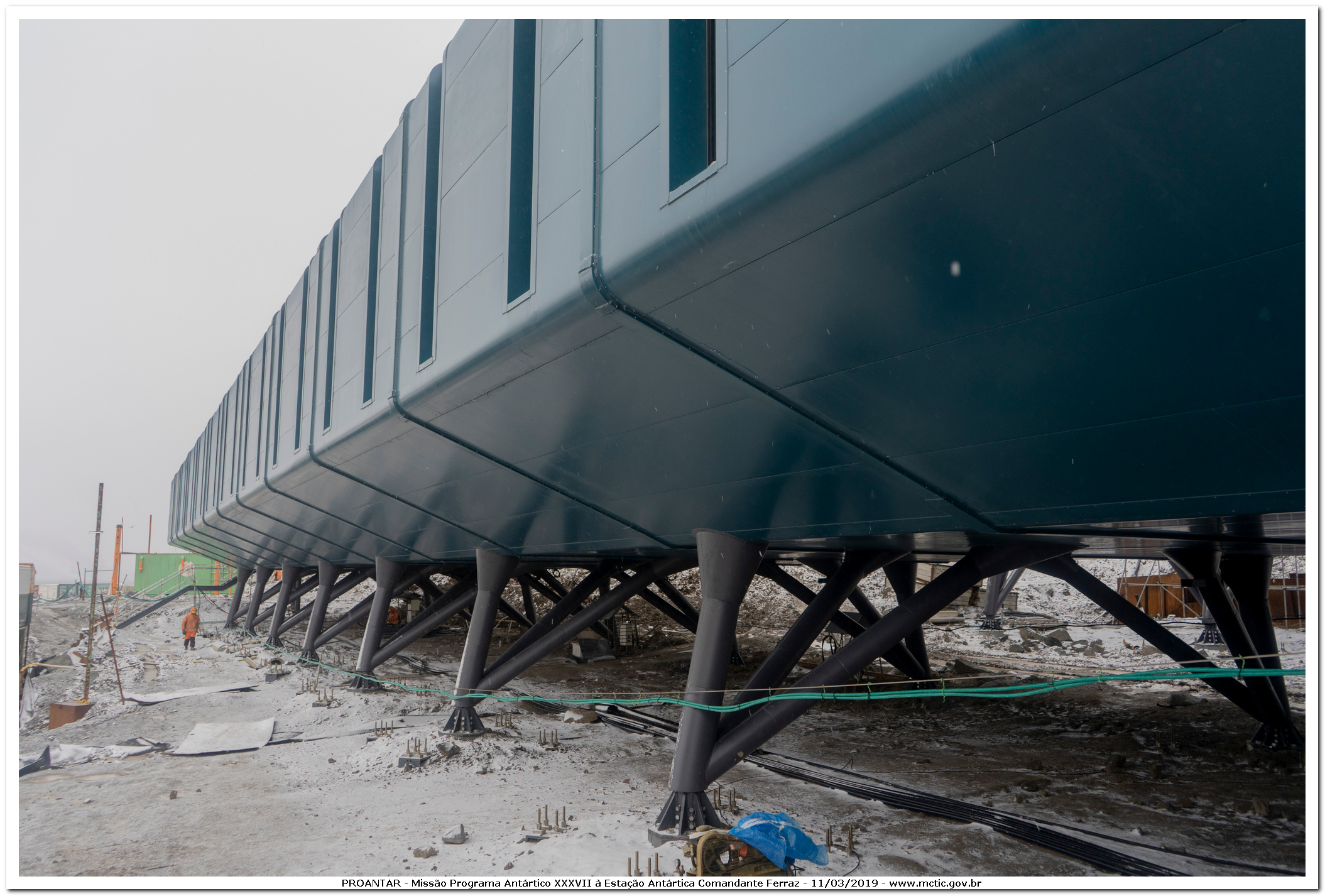
Nueva Estación Cinetífica Brasileña

En la madrugada del 25 de febrero de 2012, con 60 personas en la base, se produjo un incendio iniciado por una explosión injustificada estimada en la Plaza de las Máquinas, donde se encuentran los generadores de energía de la estación. Como estaba unido al resto de las instalaciones, el fuego se extendió. Un contramaestre (Carlos Alberto Vieira Figueredo) y un sargento primero (Roberto Lopes dos Santos) murieron porque no pudieron salir de la Plaza de la Maquinaria y un sargento resultó herido pero fue llevado vivo a la estación polaca donde recibió primeros auxilios y posteriormente fue trasladado a una base chilena.
En mayo de 2015 se anunció que la empresa CEIEC (Corporación China de Importaciones y Exportaciones Electrónicas) fue la ganadora de la licitación para construir la nueva base brasileña en el continente antártico. El costo de la obra fue de 99,7 millones de dólares y la previsión inicial era que se completara en 2016. La reconstrucción no fue anunciada oficialmente por el gobierno hasta marzo de 2016, y la previsión inicial era que se completara en 2018. Sin embargo, los retrasos retrasaron la previsión de finalización de la obra hasta el verano de 2019 y su entrega en pleno funcionamiento para marzo de 2020.